# Stadsweg

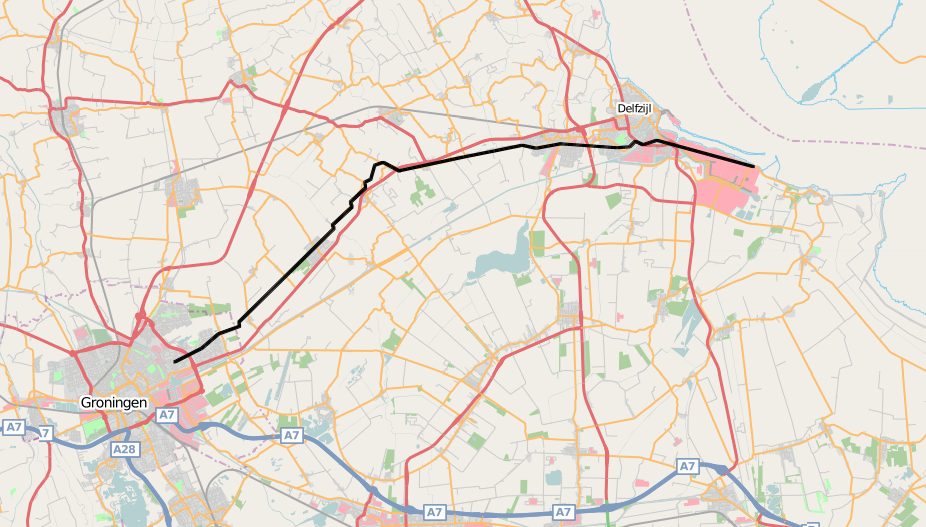
Ruwe indicatie loop Stadsweg

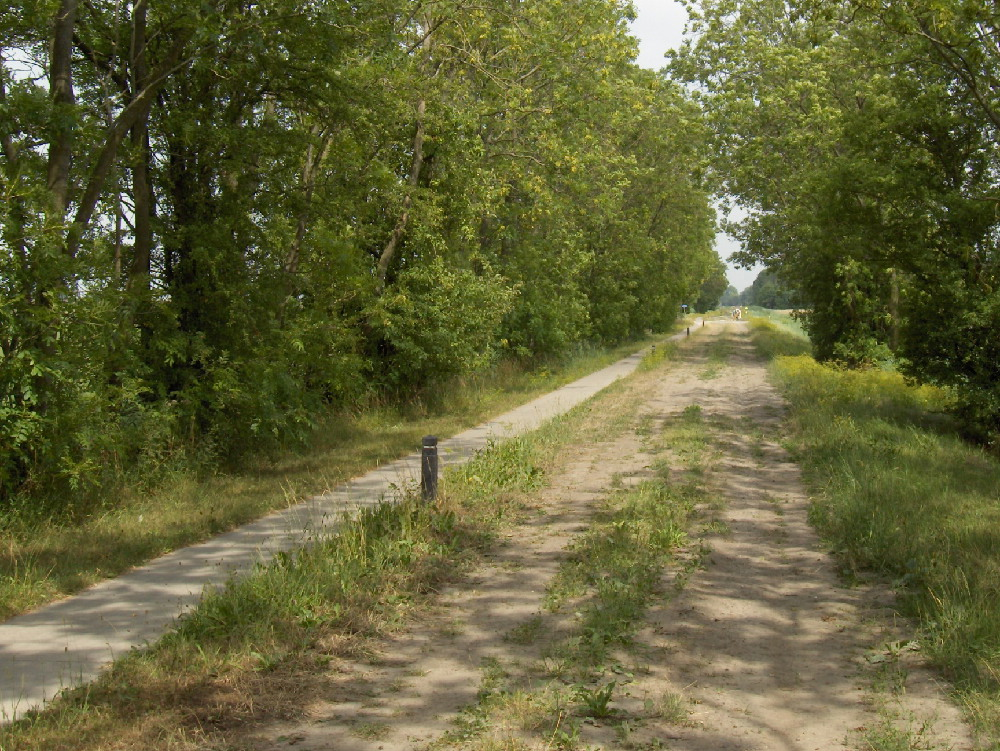
De Stadsweg bij Langeland (even ten zuiden van Ten Boer)

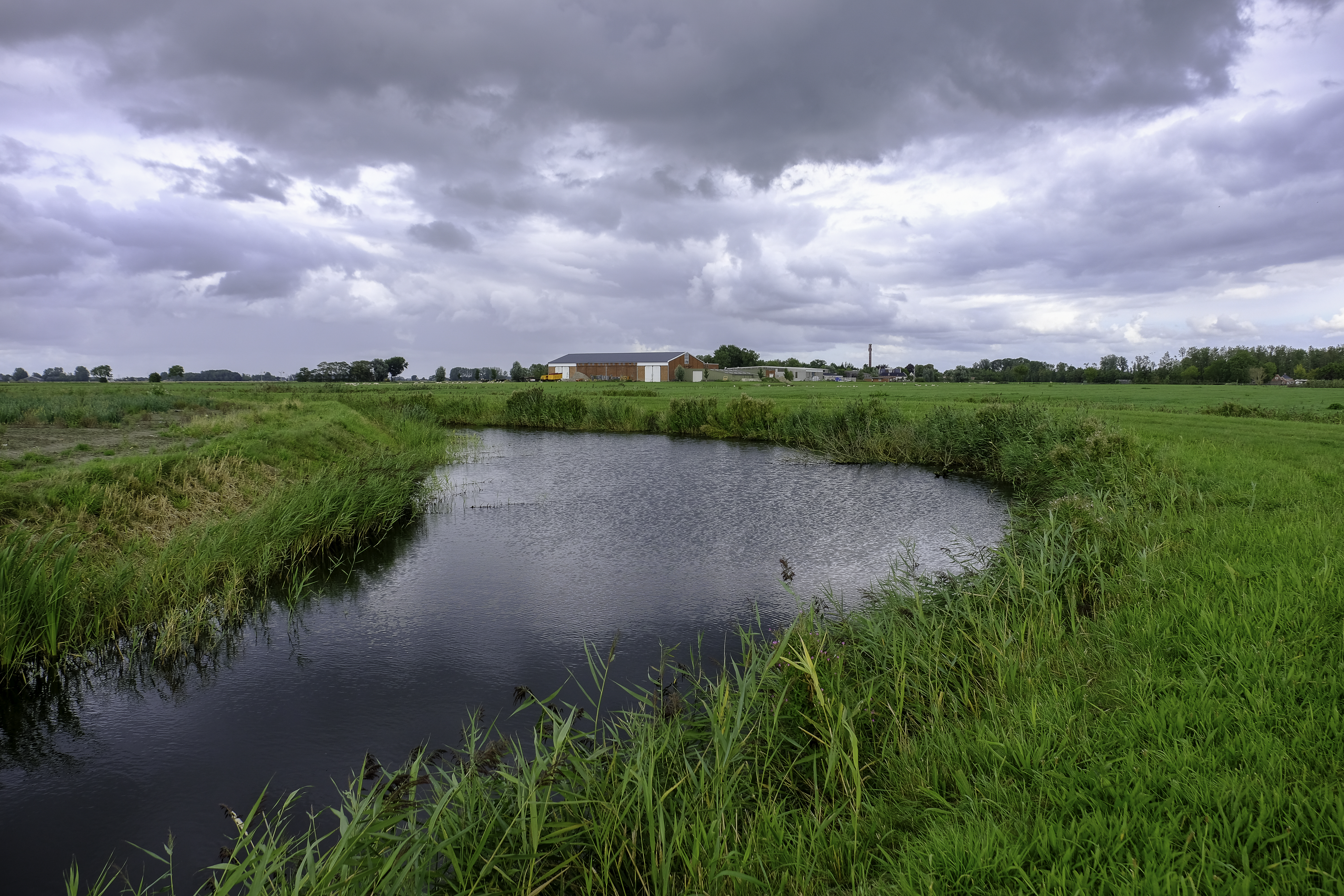
Stadsweg bij Tammingahuizen tussen Ten Post en Winneweer

De Stadsweg is de oorspronkelijke weg tussen de stad Groningen en de stad Emden in Oost-Friesland.
De weg is nog grotendeels intact, hoewel de weg voor het grote verkeer van geen belang is. Een groot gedeelte, van Noorddijk naar Winneweer, was tot begin 21e eeuw nog onverhard. Nadat in 2016, in het kader van Fietroute Plus, een breed fietspad is aangelegd tussen Noorddijk en Ten Boer is alleen tussen Kröddeburen en Winneweer nog een onverhard deel te vinden.
De weg loopt van Groningen (Poelestraat) naar Noorddijk, vandaar via een oude binnendijk naar Ten Boer en Winneweer. Vlak voor dit dorp (om precies te zijn bij Kröddeburen) gaat de weg slingeren omdat hij daar de oever van de voormalige rivier de Fivel volgt. Bij Winneweer gaat de weg via een brug (de Muderdraai) over het Damsterdiep en loopt van daar over de zuidelijke dijk langs dit kanaal via Garrelsweer naar Appingedam. Dit gedeelte is sinds 1874 verhard. Vanaf Appingedam liep de Stadsweg naar Farmsum en vandaar door de Oosterhoek naar Oterdum, later Termunterzijl, waar men in de Middeleeuwen kon worden overgezet naar Knock in Duitsland. Het Duitse deel staat bekend als de Conrebbersweg, die mogelijk onder de naam Robodesweg doorliep tot Aurich. 
Als straatnaam komt de benaming Stadsweg nog voor in Groningen (Oosterhoogebrug, Ulgersmaborg en Lewenborg), Ten Boer, Ten Post, Winneweer, Garrelsweer en Appingedam.

## Spreekwoord
Om aan te duiden dat iets lang bestaat, wordt in Groningen wel gezegd: zo old as Stadsweg (zo oud als de Stadsweg).

## Middeleeuwen
Hoe oud de Stadsweg is, is niet bekend. Oudfriese teksten uit de 11e of 12e eeuw maken al melding van drie handelswegen die vanuit het binnenland naar de steden Stavoren, Emden en Jever liepen. Deze wegen speelde tevens een belangrijke rol bij de veehandel. Ook bevatten middeleeuwse wetten bepalingen over het onderhoud van openbare wegen (de zogenaamde heerwegen), vergelijkbaar met de regels voor koningswegen in andere streken.
Het oudste gedeelte van de Stadsweg bij de stad Groningen en het dorp Noorddijk vertoont een slingerend verloop. Mogelijk liep deze weg oorspronkelijk via Thesinge naar het noorden. Vondsten van geïmporteerd pingsdorfaardewerk op plaatsen langs de Stadsweg doen vermoeden dat deze handelsroute al in de elfde of twaalfde eeuw bestond. Wel lijkt er verband te zijn met de Koning Radbouds- of Konrebbersweg bij Emden, die al op 16e-eeuwse kaarten staat afgebeeld. Over de ouderdom van deze weg is echter niets bekend. Wel zijn er sagen uit de 19e eeuw die beweren dat de Friese koning Radboud (ov. 719) ooit met zijn strijdros van De Knock naar Oterdum zou zijn gesprongen.
De huidige Stadsweg werd vermoedelijk aangelegd rond 1400, mogelijk ter vervanging van een oudere route van Ruischerbrug tot Ten Boer, die ook wel bekend staat als de Grasdijk of Damsterwal. Deze dijk volgt in grote lijnen de verkavelingsgrens tussen de middeleeuwse veenontginningen rond Thesinge en Ten Boer en de veenontginningen van Duurswold. Het kerspel Heidenschap werd erdoor afgesneden. In de zestiende eeuw moest deze Damsterwal geregeld het zeewater uit de omgeving van Oterdum en Termunten keren.
De kroniekschrijver Johan Rengers van ten Post schrijft rond 1580 dat dit gebied vanouds erg moerassig was, zodat er voor het verbond van 1368 nauwelijks sprake was van een vaste weg tussen Groningen en de Ommelanden:
Also dat vor den verbunden nouwelix een wech van Gronningen na den Dam gegaen hefft, wat de wech blijcket noch van Gronningen aver Hogerbrugge na Russcherbrugge so voerts hen doer all up den suedersijde des dieps na Den Buer tho, dewelcke darna is an den noerdersijde in beter grundt doergeleidet.
De eerste bepalingen over het wegverkeer dateren uit de dertiende eeuw. In 1258 garandeerde de stad Groningen de veiligheid voor kooplieden in het gebied tussen twee wegen, die Firemere Sidwendene en Herebure Sidwendene werden genoemd. Een sidewende of zuidwending is een binnendijk. Volgens historicus Jan van den Broek werd hiermee de Oosterstadshamrik tussen de Vridema- en de Harbargeweg bedoeld: twee brede kleilanen in de omgeving van de Oosterhamrikkade en het Eemskanaal. De eerste laan stond in verbinding met het oudste stuk Stadsweg bij Noorddijk, de tweede met de handelsroute die vanaf Ruischerbrug of Hinkemahorn door Duurswold liep, en die bekend stond als Hinkemahornsterweg, Woldweg of Hoge Weg. De route langs Ten Boer - de Lage Weg - splitste zich hier vanaf.
In 1301 was sprake van het herstel van de binnendijk die zuidwending van Ten Boer wordt genoemd (Sudewendena van Bure). Dit was de waterscheiding tussen het Scharmerzijlvest en het Vierendeel, dat een lager waterpeil had. Een ander stuk van deze Suedwendijnge, dat bij Oosterdijkshorn aansluiting gaf op de voormalige Fiveldijk bij Ten Boer, wordt genoemd in 1465 en 1467. De waterkering op den stadswech geleegen van Dijxhorne in to der Borch (Borgwal) streckende wordt nog in 1567 vermeld. De landerijen van Duurswold hadden te lijden onder wateroverlast uit Thesinge en Ten Boer. Niet duidelijk is, of hiermee de huidige Stadsweg werd bedoeld of een oudere voorloper. Rond 1630 maakte men nog onderscheid tussen landerijen die binnen en buiten de wal bij Ten Boer gelegen waren.
Waarschijnlijk werd de Grasdijk tevens voor het wegverkeer gebruikt. Langs de Grasdijk werd in 1370 een nieuw afwateringskanaal gegraven. In 1419 was sprake van de Damster vaert bij Heidenschap, in 1469 van de olde Damster maer.
In het begin van de vijftiende eeuw werd - wellicht tegelijkertijd met de aanleg van het nieuwe Damsterdiep in 1424 - ook de nieuwe Stadsweg in gebruik genomen, die een directe verbinding vormde tussen de oudere wegtracés bij Ten Boer en Noorddijk. Daarvoor maakte men gebruik van een oudere binnendijk of zuidwending, die het afwateringsgebied van het Winsumer- en Schaphalsterzijlvest en het Scharmer Zijlvest scheidde. De oude route langs de Grasdijk raakte vervolgen buiten gebruik.
De naam Stadswech is ten minste sinds 1567 in gebruik. Oudere benamingen zijn Deelfdyck (1427), Damsterwech (1454), Fijuwelinge wech (1456), Suydwendinge (1465) en Oestersen wall (16e eeuw). Op topografische kaarten wordt de benaming Heereweg gebruikt. Het gedeelte tussen Oosterdijkshorn en Ten Post stond ook bekend als Lageweg, ter onderscheiding van de Hogeweg door Duurswold.
De Stadsweg werd vanouds vooral gebruikt voor het handelsverkeer tussen Groningen en Oost-Friesland, met name voor ossendriften uit Noord-Duitsland en Denemarken. Reizigers konden voor voedsel en onderdak terecht bij de johannietercommanderij te Heveskes. Volgens een bericht van omstreeks 1540 gebruikte het klooster jaarlijks 300 mud rogge om brood te bakken voor reizigers, kooplieden en pelgrims. Langs de Stadweg bevonden zich verder enkele populaire bedevaartplaatsen, zoals het Mariabeeld en het Heilige Kruis te Appingedam en de Sacramentskapel te Solwerd.
De veerman van Oterdum wordt genoemd in 1451, maar al eerder was er sprake van een oversteekplaats naar de Knock (Knocka). In de strenge winter van 1285 gingen de mensen hier over het ijs naar de overkant. Het haventje ter Knocken wordt vermeld in 1464.

## Wegverkeer
Het verkeer vanuit de Stad werd in 1601 geregeld in de 'Ordonnantie op de voerlieden op Leeuwarden, Delfzijl en Meppel', die werd vernieuwd in 1621. De voerlieden moesten verplicht lid worden van het zogenoemde sledenmennersgilde. Dit gilde, waarvan de gildebrief dateert uit 1403, verenigde alle transporteurs die gebruik maakten van wagens, karren en sleden. Wie iets te vervoeren had, moest verplicht van hun diensten gebruikmaken. Het sledemennersgilde vormde een belangrijke politieke pressiegroep in de stad. Het katholieke stadsbestuur steunde na het Verraad van Rennenberg in 1580 vooral op de gilden van de sledemenners en schuitenschuivers, waarvan de leden een grote bereidheid toonden geweld te gebruiken tegen vermeende tegenstanders. Ook na de Reductie van 1594 bleef hun invloed groot, zodat zij het vrachtverkeer op de Stadsweg konden monopoliseren. De beurtdienst oftewel het wagenveer was zodanig georganiseerd dat alle gildeleden beurtelings klandizie toegewezen kregen. Ook vreemde voerlieden moesten op hun beurt wachten. Particulieren mochten hun goederen zelf vervoeren, maar het schijnt dat de voerlieden, sledemenners en schippers dit soms probeerden te verhinderen. Speciale voorschriften moesten voorkomen dat zij misbruik maakten van hun positie.
Appingedam kreeg in 1640 een eigen voerliedengilde. De beurtdienst vanuit de stad Groningen op Delfzijl werd in 1658 doorgetrokken naar Termunterzijl.
Als alternatief voor de Stadsweg werd het trekpad aan de noordkant van het Damsterdiep in de jaren 1647-1650 als een van de eerste wegen in de provincie met puin verhard. Bij die gelegenheid werd een wagenspoor met de uniforme spoorbreedte van 1.28 m - het zogenaamde Hollands spoor - aangelegd. Voor die tijd waren de wegen alleen geschikt voor de bredere Friese wagens. Aanvankelijk mochten hier alleen postkoetsen en wagens van leden van het voerliedengilde passeren. Particuliere wagens, karren, sleden en vee moesten tot 1770 gebruik blijven maken van de Stadsweg. In 1671 werd de uniforme spoorbreedte in de hele provincie voorgeschreven. Dit was nadelig voor de handel met Oost-Friesland ten oosten van de Eems, waar bredere karrensporen gebruikelijk bleven.
Door de aanleg van de wijk Lewenborg in de gemeente Groningen is de Stadsweg onderbroken.

## Onderhoud
Het onderhoud van de Stadsweg kwam aanvankelijk voor rekening van de gezamenlijke inwoners van Fivelgo. Ieder kerspel was verantwoordelijk voor een stukje van de weg. Het Generale Zijlvest der Drie Delfzijlen hield daarop toezicht. Het Groningse stadsbestuur was verantwoordelijk voor het laatste stuk vanaf Oosterdijkshorn. In de eerste helft van de zeventiende eeuw kwam het toezicht over de vijf provinciale hoofdwegen (waaronder de Stadsweg) in handen van de Hoofdmannenkamer, die dit ten gevolge van het Reglement Reformatoir in 1749 aan het Provinciaal Jachtgericht moest overdoen. Na een periode van onduidelijkheid namen Gedeputeerde Staten in 1824 de eindverantwoordelijkheid over.